# Planaltina (Goiás)
| \| Planaltina \|                   |
| Lage der Stadt Planaltina in Goiás |
| Planaltina                         |

| Planaltina |

Planaltina de Goiás ist eine brasilianische Gemeinde im Bundesstaat Goiás in der Region Mittelwesten. Sie liegt nördlich der brasilianischen Hauptstadt Brasília und nordöstlich von Goiânia, der Hauptstadt des Bundesstaates.

## Geschichte
Mit der Gründung der neuen Hauptstadt Brasília am 21. April 1960 wurde das Gebiet von Planaltina in zwei Teile geteilt. Der Teil mit dem historischen Zentrum befand sich innerhalb des neu eingerichteten brasilianischen Bundesbezirks und wurde zur Verwaltungsregion Planaltina, der andere Teil blieb weiter Teil des Bundesstaates Goiás. Im bei Goias verbliebenen Teil wurde das neue Verwaltungszentrum mit Namen Planaltina de Goiás eingerichtet, in der Region auch "Brasilinha" genannt.
Zur Gemeinde gehören auch die Ortschaften São Gabriel de Goiás und Córrego Rico.

## Geographische Lage
Planaltina grenzt
- im Norden an Água Fria de Goiás
- im Osten an Formosa
- im Süden an den Bundesdistrikt Brasília
- im Westen an Padre Bernardo
- im Nordwesten an Mimoso de Goiás